# Monumentalfilm
Als Monumentalfilme werden in der Regel für das Kino produzierte Filme, vor allem Spielfilme, bezeichnet, in denen mehrere formale, aber auch inhaltliche Kriterien zusammen erfüllt werden, die einen Film zu einem monumentalen Werk (im Sinn von „überdimensional“ und „herausragend“) machen. Zu den formalen Kriterien eines Monumentalfilms gehören beispielsweise neben hohen Produktionskosten eine aufwendige Inszenierung, in der Massenszenen mit einer ungewöhnlich hohen Anzahl an Statisten, Kostümen und/oder gesondert hergestellten bzw. nachgebauten Kulissen eine wichtige Bedeutung einnehmen.

## Charakteristik
Inhaltlich zeichnen sich zwar nicht alle, jedoch viele Monumentalfilme zudem oft durch eine epische Breite aus (→ Epos). Dazu gehören z. B. sich verändernde Charaktere in einer Handlung, die sich über einen längeren Zeitraum, teilweise über Jahrzehnte oder gar über Generationen hinweg erstreckt. Durch eine zeitliche und/oder örtliche Vielschichtigkeit entsprechender Filme ist bei den meisten von ihnen auch eine Überlänge von zwei und mehr Stunden die Folge.
Ein Monumentalfilm ist an kein spezifisches Filmgenre gebunden. Oft überschneiden sich verschiedene dramaturgische Darstellungsformen (Tragödie, Komödie, Melodram) und Genres (Kriegsfilm, Western, Krimi, Romanze u. a.) in ein und demselben Film. In diesem Sinne kann man den Monumentalfilm auch als eine Art formales Übergenre für Produktionen mit einem hohen Aufwand an Darstellern, Kulissen, Kostümen und dementsprechend auch Kosten bezeichnen.
Besonders oft verwendete Stoffe für Monumentalfilme sind historische Themen, häufig vor dem Hintergrund von Kriegen, Revolutionen oder anderen gesellschaftlichen, sozialen und/oder politischen Umbrüchen; oder Biographien historischer Persönlichkeiten. Aber auch fiktive Geschichten, beispielsweise Verfilmungen umfangreicher Romane (z. B. Krieg und Frieden von Leo Tolstoi oder Spartacus von Howard Fast) bis hin zu den Sujets von Fantasy (Der Herr der Ringe) und Science Fiction (Star Wars, Metropolis, 2001: Odyssee im Weltraum) können den Hintergrund für Monumentalfilme bilden. Vom so genannten Sandalenfilm, über Kriegs- und Antikriegsfilm (z. B. Der längste Tag), Western (Heaven’s Gate, Der mit dem Wolf tanzt), Mantel-und-Degen-Film (Barry Lyndon), etwa von der griechisch-antiken Mythologie oder den Märchen aus 1001 Nacht inspirierten Filmen blieb bislang kaum ein Filmgenre vom Monumentalfilm ausgespart.
Lange Zeit bildeten Historienfilme, die zum Beispiel im alten Ägypten oder in der griechisch-römischen Antike (Ben Hur, Quo vadis?) spielen, einen Schwerpunkt unter den Monumentalfilmen; ebenfalls dazu zählen Bibelverfilmungen und Filme, die im persisch-arabisch-indischen Raum (Tausendundeine Nacht) angelegt sind.
Weiterhin zählen zu den frühen Monumentalfilmen auch Die Geburt einer Nation (The Birth of a Nation, 1915) von David Wark Griffith, Napoleon (1927) von Abel Gance und – bezogen auf Themen der Zeitgeschichte – Exodus (1960) von Otto Preminger oder der zweiteilige insgesamt fünf Stunden dauernde Film 1900 (1976) und Der letzte Kaiser (1987), beide von Bernardo Bertolucci.

## Höhepunkte
Ein bekannter Regisseur und US-amerikanischer Wegbereiter des Monumentalfilms in der ersten Hälfte des 20. Jahrhunderts war Cecil B. DeMille. Den Höhepunkt erreichte der Monumentalfilm in den 1950er- und 1960er-Jahren. Als ein herausragender Film und Klassiker gilt hier insbesondere das Tonfilmremake von Ben Hur aus dem Jahr 1959, gedreht von William Wyler, ausgezeichnet mit elf Oscars: ein Film, der neue Maßstäbe in der Kinotechnik setzte und vielen als Inbegriff des Monumentalfilms schlechthin gilt. Bereits die Version von Ben Hur aus dem Jahr 1925 unter der Regie von Fred Niblo gilt als ein Meilenstein in der Filmgeschichte. Mit Ben Hur oder auch Quo Vadis und Die zehn Gebote wurde der Monumentalfilm in einem weit verbreiteten Publikumsverständnis, wenn auch fälschlicherweise, oft mit dem Genre des in der Antike (vor oder um Christi Geburt) angesiedelten Dramas oder Abenteuerfilms (auch bezeichnet als „Sandalenfilm“, „Bibelfilm“ oder „Antikfilm“) gleichgesetzt. Filmgeschichtliche Bedeutung hat in diesem Genre auch Cleopatra (1963; mit Elizabeth Taylor und Richard Burton). Die enorm hohen Produktionskosten von 44 Millionen US-Dollar hatten die Produktionsfirma 20th Century Fox an den Rand des finanziellen Ruins getrieben.
Da sich durch Massenproduktionen, vor allem aus Italien, das Image der in der Antike spielenden Großproduktionen verschlechterte, entwickelte sich der Film mit diesem historischen Hintergrund in den 1970er-Jahren zunehmend zum Verschleißartikel und wurde in Hollywood kaum mehr beachtet. Erst im 21. Jahrhundert erlebte er eine gewisse Renaissance, beispielsweise mit den erfolgreichen Filmen Gladiator (2000), Troja und Alexander (2004).

## Dokumentarfilme
- Mit Schwertern und Sandalen. 54 Min. Regie: Jérôme Korkikian. Frankreich 2018.[1][2]